# Außendienst
Der Außendienst (englisch field service) ist in Wirtschaft und Verwaltung eine Arbeitsorganisation, bei der Arbeitskräfte ihren Arbeitsort überwiegend oder ganz außerhalb der Arbeitsstätte haben. Pendant ist der Innendienst.

## Allgemeines
Der Außendienst ist die wichtigste Form der Verkaufsorgane, der mit seinen Repräsentanten in den Absatzmärkten die personifizierte Unternehmensidentität darstellt. Der Außendienst ist das Bindeglied zwischen Unternehmen und Behörden zu ihren Kunden und sorgt für Beratung, Vertrieb und Wartung über und von Produkten und Dienstleistungen. Die zu diesem Zweck vorhandenen Außendienstmitarbeiter (englisch field staff) stellen den Kontakt zu den Kunden her und pflegen ihn, was im Regelfall durch Kundenbesuche erfolgt.  

## Arten
Zum Außendienst gehören insbesondere Absatzhelfer (Handelsmakler, Handelsvertreter, Kommissionäre oder Reisende), Absatzmittler (mit Außendienst wie Händler, Exporteure oder Importeure), Drückerkolonnen, Einkäufer (Beschaffung), Fahrbereitschaft, kundennahe Teile des Frontoffice, Hausierer, Kundenbetreuung, Kundendienst, Montage auf Baustellen, Reisegewerbe, Schaffner, Versicherungsvertreter oder Mitarbeiter von Inkassounternehmen. Es muss sich dabei nicht um Außendienstmitarbeiter, also Angestellte eines Unternehmens handeln; die Tätigkeit im Außendienst kann auch selbständig organisiert sein. Im Rahmen der Absatzformen ist daher zwischen unternehmenseigenem (etwa Reisende) und unternehmensfremdem Außendienst (wie Handelsvertreter) zu unterscheiden.
Vor dem Hintergrund, dass nicht alle Behörden dauernd im Außendienst tätig sind oder sein können, hat der Gesetzgeber das Bußgeldverfahren auf bestimmte Behörden mit regelmäßiger Außendiensttätigkeit ausgedehnt. Hierzu gehören Mitarbeiter vom Hauptzollamt, der Bundesanstalt für den Güterfernverkehr und die Polizei (Streifendienst). Weitere Mitarbeiter von Behörden mit Außendienst sind unter anderem die Außenprüfung (der Finanzbehörden bei Steuerpflichtigen), die Forstbehörden und die Gerichtsvollzieher.  

## Aufgaben
Zu den Aufgaben gehören unter anderem die Akquise, Einholung von Aufträgen und Annahme von Bestellungen, Betreuung und Beratung vor, während und nach der Kaufentscheidung, Verkaufsgespräche oder die Gewinnung und Weiterleitung von Marktdaten. Über die Tätigkeit werden Aktenvermerke in Form von Besuchsberichten verfasst. Bei Behörden führt die Tätigkeit des Außendienstes zu Amtshandlungen. 
Durch die den Kreditinstituten vorgeschriebene Funktionstrennung besteht dort eine strikte Trennung zwischen dem Außendienst als Marktseite und dem Innendienst als Marktfolge.
Das Vergütungssystem eines Unternehmens kann durch leistungsorientierte Vergütung den Außendienst wegen seiner herausragenden Bedeutung für den Unternehmenserfolg besonders berücksichtigen. Das kann geschehen durch Anreizsysteme wie Bonuszahlungen, Incentives, Mitarbeiter-Erfolgsbeteiligung oder Umsatzbeteiligung. 

## Organisation
Der Außendienst ist in der Aufbauorganisation meist dem Vertrieb oder Marketing zugeordnet. Die Vertriebsorgane werden dabei in Innen- und Außenorganisation unterteilt, zum Außendienst zählen reine Verkaufsniederlassungen, Beratungsstellen und die Außendienstmitarbeiter. Die Arbeit des Außendienstes wird durch Computer Aided Selling erleichtert und unterstützt und stellt ein Organisationsmittel der Vertriebspolitik dar.

## Rechtsfragen
Reisezeiten von Außendienstmitarbeitern sind Arbeitszeit und müssen vergütet werden. Das gilt auch für die Fahrt vom Home office direkt zum Kunden. Im zitierten Urteil stellte das Bundesarbeitsgericht (BAG) klar, dass die Fahrten zum ersten Kunden und vom letzten Kunden zurück mit der übrigen Tätigkeit eine Einheit bilden und nach der Verkehrsanschauung jedenfalls bei Außendienstmitarbeitern, Vertretern, „Reisenden“ und ähnlichen insgesamt die Dienstleistung darstellen. Keine Arbeit wird für den Arbeitgeber indes durch den Arbeitsweg erbracht. Dagegen gehört die Reisetätigkeit bei Außendienstmitarbeitern zu den vertraglichen Hauptleistungspflichten (§ 611 Abs. 2 BGB). Mangels festen Arbeitsorts können sie ihre vertraglich geschuldete Arbeit ohne dauernde Reisetätigkeit nicht erfüllen. 
Als Außendienstmitarbeiter gilt, wessen Reisetätigkeit zu den vertraglichen Hauptleistungspflichten des § 611 Abs. 2 BGB gehört. Davon kann ausgegangen werden, wenn der Arbeitnehmer mangels festen Arbeitsorts seine vertraglich geschuldete Arbeit ohne dauernde Reisetätigkeit nicht erfüllen kann.
Das Wort „Außendienst“ ist auch ein Rechtsbegriff. Die Verwaltungsbehörde kann nach § 56 Abs. 1 OwiG bei geringfügigen Ordnungswidrigkeiten den Betroffenen ein Verwarnungsgeld erheben, bei dem sich Personen, die ermächtigt sind, diese Befugnis für die Verwaltungsbehörde im Außendienst wahrzunehmen, gemäß § 57 OWiG entsprechend auszuweisen haben. 

## Abgrenzung
Findet eine Kontaktaufnahme von Mitarbeitern lediglich durch Kommunikationsmittel vom Arbeitsplatz aus statt (Telefon, Videokonferenz), so gehört diese Tätigkeit noch zum Innendienst. Der Außendienst ist durch überwiegenden oder ausschließlichen persönlichen Kundenkontakt gekennzeichnet.